# Dirachma
Dirachma — єдиний рід родини Dirachmaceae. Рід був монотипним, його єдиним видом була деревна рослина Dirachma socotrana, поки другий, трав'янистий вид, Dirachma somalensis, не був відкритий у Сомалі та описаний у 1991 році.